# Jordin Tootoo
Jordin John Kudluk Tootoo (* 2. února 1983 Churchill, Manitoba) je bývalý kanadský lední hokejista inuitského a ukrajinského původu který hrál za Nashville Predators, Detroit Red Wings, New Jersey Devils a Chicago Blackhawks. Vyrůstal v Rankin Inlet, jeho bratranec Hunter Tootoo byl ministrem kanadské vlády. Byl proslulý svým bojovným nepříjemným stylem vůči soupeři.

## Hráčská kariéra
Začínal v klubu Brandon Wheat Kings, v prosinci 2001 získal cenu pro hráče měsíce Western Hockey League. Reprezentoval Kanadu na mistrovství světa juniorů v ledním hokeji 2003, kde jeho tým vybojoval stříbrné medaile. V roce 2000 byl draftován týmem Nashville Predators, šanci ovšem v NHL dostal až v roce 2003 kdy zažil debut v nejvyšší americké hokejové lize a stal se tak prvním Inuitem v historii NHL. Působil také v klubu AHL Milwaukee Admirals, s nímž hrál finále Calderova poháru 2006. Proslavil se jako tvrdý hráč, který se často zapojuje do rvaček a dostává disciplinární tresty. Tootoo téměř ukončil svoji hokejovou kariéru již v roce 2010 kdy kvůli velkému mediálnímu tlaku a tragické smrti jeho bratra se musel jít léčit se závislostí na alkoholu. Tuhle životní zkoušku ovšem Jordin zvládl a kariéru ukončil o 7 let později.

## Ocenění a úspěchy
- 1999 MJHL - All-Rookie Tým
- 1999 MJHL - Nejvíce populární hráč
- 1999 MJHL - Hráč roku
- 2001 CHL - Top Prospects Game
- 2003 CHL - Třetí All-Star Tým
- 2003 WHL - První All-Star Team (východ)

## Prvenství
- Debut v NHL - 9. října 2003 (Nashville Predators proti Anaheim Ducks)
- První asistence v NHL - 16. října 2003 (Nashville Predators proti St. Louis Blues)
- První gól v NHL - 23. října 2003 (Atlanta Thrashers proti Nashville Predators)

## Zajímavosti
Je držitelem ceny Indspire Awards pro významné osobnosti pocházející z kanadských domorodých národů.

## Klubové statistiky
| Sezona     | Klub                  | Soutěž     | Základní část | Základní část | Základní část | Základní část | Základní část | Play off | Play off | Play off | Play off | Play off |
| Sezona     | Klub                  | Soutěž     | Z             | G             | A             | B             | TM            | Z        | G        | A        | B        | TM       |
| ---------- | --------------------- | ---------- | ------------- | ------------- | ------------- | ------------- | ------------- | -------- | -------- | -------- | -------- | -------- |
| 1999–00    | Brandon Wheat Kings   | WHL        | 45            | 6             | 10            | 16            | 214           | —        | —        | —        | —        | —        |
| 2000–01    | Brandon Wheat Kings   | WHL        | 60            | 20            | 28            | 48            | 172           | 6        | 2        | 4        | 6        | 18       |
| 2001–02    | Brandon Wheat Kings   | WHL        | 64            | 32            | 39            | 71            | 272           | 16       | 4        | 3        | 7        | 58       |
| 2002–03    | Brandon Wheat Kings   | WHL        | 51            | 35            | 39            | 74            | 216           | 17       | 6        | 3        | 9        | 49       |
| 2003–04    | Nashville Predators   | NHL        | 70            | 4             | 4             | 8             | 137           | 5        | 0        | 0        | 0        | 4        |
| 2004–05    | Milwaukee Admirals    | AHL        | 59            | 10            | 12            | 22            | 266           | 6        | 0        | 0        | 0        | 41       |
| 2005–06    | Nashville Predators   | NHL        | 34            | 4             | 6             | 10            | 55            | 3        | 0        | 0        | 0        | 0        |
| 2005–06    | Milwaukee Admirals    | AHL        | 41            | 13            | 14            | 27            | 133           | 15       | 9        | 2        | 11       | 35       |
| 2006–07    | Nashville Predators   | NHL        | 65            | 3             | 6             | 9             | 116           | 4        | 0        | 1        | 1        | 21       |
| 2007–08    | Nashville Predators   | NHL        | 63            | 11            | 7             | 18            | 100           | 6        | 2        | 0        | 2        | 4        |
| 2008–09    | Nashville Predators   | NHL        | 72            | 4             | 12            | 16            | 124           | —        | —        | —        | —        | —        |
| 2009–10    | Nashville Predators   | NHL        | 51            | 6             | 10            | 16            | 40            | 6        | 0        | 1        | 1        | 2        |
| 2010–11    | Nashville Predators   | NHL        | 54            | 8             | 10            | 18            | 61            | 12       | 1        | 5        | 6        | 28       |
| 2011–12    | Nashville Predators   | NHL        | 77            | 6             | 24            | 30            | 92            | 3        | 0        | 0        | 0        | 4        |
| 2012–13    | Detroit Red Wings     | NHL        | 42            | 3             | 5             | 8             | 78            | 1        | 0        | 0        | 0        | 2        |
| 2013–14    | Grand Rapids Griffins | AHL        | 51            | 6             | 12            | 18            | 104           | 4        | 0        | 1        | 1        | 4        |
| 2013–14    | Detroit Red Wings     | NHL        | 11            | 0             | 1             | 1             | 5             | —        | —        | —        | —        | —        |
| 2014–15    | New Jersey Devils     | NHL        | 68            | 10            | 5             | 15            | 72            | —        | —        | —        | —        | —        |
| 2015–16    | New Jersey Devils     | NHL        | 66            | 4             | 5             | 9             | 102           | —        | —        | —        | —        | —        |
| 2016–17    | Chicago Blackhawks    | NHL        | 50            | 2             | 1             | 3             | 28            | 2        | 0        | 0        | 0        | 0        |
| 2017–18    | Rockford IceHogs      | AHL        |               |               |               |               |               |          |          |          |          |          |
| NHL celkem | NHL celkem            | NHL celkem | 723           | 65            | 96            | 11            | 1010          | 42       | 3        | 7        | 10       | 65       |

## Reprezentace
| Rok    | Tým       | Soutěž | Z | G | A | B | TM |
| ------ | --------- | ------ | - | - | - | - | -- |
| 2003   | Kanada 20 | MSJ    | 6 | 1 | 1 | 2 | 4  |
| Celkem | Celkem    | Celkem | 6 | 1 | 1 | 2 | 4  |